# Pietra Marazzi
Pietra Marazzi (La Prèja in piemontese) è un comune italiano di 860 abitanti della provincia di Alessandria in Piemonte.
Il nucleo storico del paese si estende su di un poggio a ridosso della riva sinistra del fiume Tanaro. Sui tre lati è cinto dal Bricco di San Giovanni, dal Monte Mariano e dal Bricco Sant'Ilario. Fa parte del comune la frazione di Pavone, situata al confine sud e alla sinistra della confluenza del fiume Bormida con il fiume Tanaro, su un'altura a 137 metri s.l.m. Negli ultimi anni, dopo il calo demografico della prima metà del XX secolo, vi è stata una netta ripresa di crescita del numero di abitanti, favorito dalla bella posizione collinare ma al tempo stesso collocata nelle immediate vicinanze di Alessandria, dalle bellezze naturali paesaggistiche e dal buon microclima. È così che il vecchio nucleo abitativo si è espanso sulle alture circostanti.
La sede del Comune è in Piazza Umberto I.

## Origini del nome
Il nome deriva dal latino Petra Maricorum (o Mariciorum), perché fondata dalla tribù ligure dei Marici; mentre secondo altri storici deriva da Petra Maratiorum (o Maraciorum), perché infeudata alla nobile famiglia dei Marazzi nel XIV-XV secolo.

## Storia
Fu conquistata dai Romani nel 222 a.C..

### Simboli
Lo stemma e il gonfalone del comune di Pietra Marazzi sono stati concessi con decreto del presidente della Repubblica del 18 ottobre 2002.
Lo stemma si può blasonare semitroncato partito: nel primo d'oro, all'iscrizione in caratteri maiuscoli di azzurro Petra Maratiorum
su due file; il secondo di rosso, alla croce d'argento; il terzo di azzurro, alla torre d'oro, priva di merli, fondata in punta. 
Il gonfalone è un drappo di giallo.

## Società

### Evoluzione demografica
Abitanti censiti

## Amministrazione
Di seguito è presentata una tabella relativa alle amministrazioni che si sono succedute in questo comune.
| Periodo           | Periodo           | Primo cittadino                | Partito                          | Carica               | Note  |
| ----------------- | ----------------- | ------------------------------ | -------------------------------- | -------------------- | ----- |
| 6 giugno 1985     | 25 maggio 1990    | Giovanni Cottini               | lista civica                     | Sindaco              | [ 7 ] |
| 25 maggio 1990    | 7 dicembre 1992   | Giovanni Cottini               | Democrazia Cristiana             | Sindaco              | [ 7 ] |
| 7 dicembre 1992   | 24 aprile 1995    | Daniele Carli                  | Democrazia Cristiana             | Sindaco              | [ 7 ] |
| 24 aprile 1995    | 14 giugno 1999    | Daniele Carli                  | centro-sinistra                  | Sindaco              | [ 7 ] |
| 14 giugno 1999    | 14 giugno 2004    | Maria Grazia Spanò             | lista civica                     | Sindaco              | [ 7 ] |
| 14 giugno 2004    | 8 giugno 2009     | Maria Grazia Spanò In Tascheri | lista civica                     | Sindaco              | [ 7 ] |
| 8 giugno 2009     | 26 maggio 2014    | Gianfranco Calorio             | lista civica: realizzare insieme | Sindaco              | [ 7 ] |
| 26 maggio 2014    | 26 maggio 2019    | Gianfranco Calorio             | lista civica: realizzare insieme | Sindaco              | [ 7 ] |
| 26 maggio 2019    | 16 luglio 2020    | Gianfranco Calorio             | lista civica: realizzare insieme | Sindaco              | [ 7 ] |
| 16 luglio 2020    | 20 settembre 2020 | Claudio Aiachino               | lista civica: realizzare insieme | Vicesindaco reggente | [ 7 ] |
| 20 settembre 2020 | in carica         | Claudio Aiachino               | lista civica: realizzare insieme | Sindaco              | [ 7 ] |

### Altre informazioni amministrative
Nel 1928 il comune di Pietra Marazzi inglobò, nell'ambito delle fusioni fasciste, i comuni soppressi di Montecastello e Pavone d'Alessandria. Soltanto il primo sarà ricostituito nel 1956, mentre il territorio del secondo rimase unito a Pietra Marazzi. Dal 1859 fu parte del mandamento di Bassignana e del circondario di Alessandria, fino alla soppressione degli enti mandamentali e circondariali nel 1927.